# يوهانس بي. كيرنر
يوهانس بي. كيرنر (بالألمانية: Johannes B. Kerner)‏ هو مقدم تلفزيوني وكاتب وصحفي ألماني، ولد في 9 ديسمبر 1964 في بون في ألمانيا.

## وصلات خارجية
- جوهانس بي. كيرنر على موقع IMDb (الإنجليزية)
- جوهانس بي. كيرنر على موقع مونزينجر (الألمانية)
- جوهانس بي. كيرنر على موقع ديسكوغز (الإنجليزية)
- جوهانس بي. كيرنر على موقع قاعدة بيانات الفيلم (الإنجليزية)
- جوهانس بي. كيرنر على موقع كينوبويسك (الروسية)